# Hollandsk (dialekt)
 For alternative betydninger, se hollandsk. (Se også artikler, som begynder med hollandsk)
Hollandsk (nederlandsk: Hollands) er en dialekt af det nederlandske sprog, der tales bl.a. i de nederlandske provinser Nord-Holland og Syd-Holland.
Karakteristisk for udtalen er for eksempel det hårde, skrabende "G", som mange forbinder med nederlandsk, i stedet for det bløde "g". Nord for de store floder Rhinen og Maas bliver "G'et" generelt talt udtalt med et hårde og skrabende "G".
Sammen med brabantsk er det den mest talte dialekt af nederlandsk.